# 索布雷塔梅加
索布雷塔梅加是葡萄牙波尔图区的一个堂区。总面积4.07平方公里，总人口1124人，人口密度276.2人/平方公里。